# North Lakhimpur

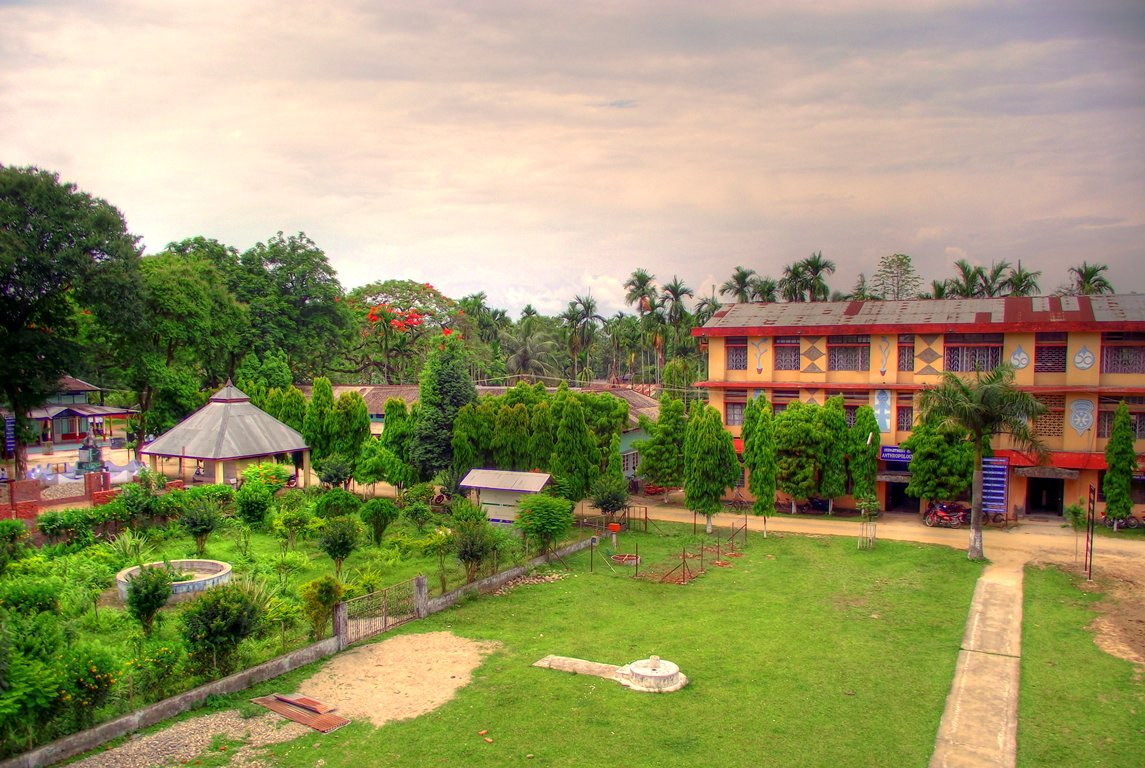
Universidade de North Lakhimpur

North Lakhimpur é uma cidade  no distrito de Lakhimpur, no estado indiano de Assam.

## Demografia
Segundo o censo de 2001, North Lakhimpur tinha uma população de 54 262 habitantes. Os indivíduos do sexo masculino constituem 53% da população e os do sexo feminino 47%. North Lakhimpur tem uma taxa de literacia de 69%, superior à média nacional de 59,5%: a literacia no sexo masculino é de 73% e no sexo feminino é de 64%. Em North Lakhimpur, 13% da população está abaixo dos 6 anos de idade.